# Montefalcione
Montefalcione is een gemeente in de Italiaanse provincie Avellino (regio Campanië) en telt 3443 inwoners (31-12-2004). De oppervlakte bedraagt 15,2 km², de bevolkingsdichtheid is 226 inwoners per km².

## Demografie
Montefalcione telt ongeveer 1257 huishoudens. Het aantal inwoners steeg in de periode 1991-2001 met 3,1% volgens cijfers uit de tienjaarlijkse volkstellingen van ISTAT.
| Jaar | Inwoneraantal |
| ---- | ------------- |
| 1991 | 3294          |
| 2001 | 3397          |

## Geografie
De gemeente ligt op ongeveer 523 meter boven zeeniveau.
Montefalcione grenst aan de volgende gemeenten: Candida, Lapio, Montemiletto, Parolise, Pratola Serra.